# Mistrzostwa Świata Juniorek w Hokeju na Lodzie 2018/Elita
11. Mistrzostwa Świata Juniorek w Hokeju na Lodzie Elity odbyły się w rosyjskim Dmitrowie, w dniach od 6 do 13 stycznia 2018.
W tej części mistrzostw uczestniczyło 8 najlepszych juniorskich drużyn na świecie. System rozgrywania meczów był inny niż w niższych dywizjach. Pierwsza runda grupowa odbywała się w dwóch grupach po cztery drużyny. Dwa najlepsze zespoły z silniejszej grupy A bezpośrednio awansowały do półfinału. Zespoły z miejsc trzeciego i czwartego grupy A oraz pierwsza i druga drużyna ze słabszej grupy B awansowały do ćwierćfinałów, których zwycięzcy przeszli do półfinałów. Drużyny, które w grupie B zajęły trzecie i czwarte miejsce rozegrały między sobą mecze o utrzymanie. Drużyna, która dwukrotnie zwyciężyła pozostaje w elicie, natomiast przegrany spadł do I dywizji.

## Organizacja
Lodowiska
| Arena A         |
| --------------- |
|                 |
| Rosja – Dmitrow |

| Arena B         |
| --------------- |
|                 |
| Rosja – Dmitrow |

## Sędziowie
IIHF wyznaczyło 10 głównych arbitrów oraz 9 liniowych. Oto lista wybranych
| Sędziowie główni: - Nikoleta Celárová - Deana Cuglietta - Maria Raabye Fuchsel - Tijana Haack - Kaisa Ketonen - Maija Kontturi - Miyuki Nakayama - Chelsea Rapin - Lacey Senuk - Jana Zujewa | Liniowi - Anna Hammar - Julia Kainberger - Anne-Ruth Kuonen - Elizabeth Mantha - Diana Mochowa - Jodi Price - Jenna Puhakka - Michaela Stefkova - Svenja Strohmenger |

## Faza grupowa
Grupa A
| 6 stycznia 2018 | Kanada | 2:3 | Rosja | Arena A, Dmitrow |

| Szczegóły      | Szczegóły                                      | Szczegóły       | Szczegóły                                                                      | Szczegóły |
| -------------- | ---------------------------------------------- | --------------- | ------------------------------------------------------------------------------ | --- |
| Godzina: 15:30 | S. Fillier (PP) 44:53 M. Maceachern (EQ) 52:24 | (0:1, 0:1, 2:1) | 06:33 (EQ) M. Aleksandrowa 32:46 (PP) D. Biełogłazowa 50:35 (PP) O. Bratiszewa | Widzów: 2281 Sędzia główny: Tijana Haack Chelsea Rapin Sędziowie liniowi: Julia Kainberger Svenja Strohmenger |
| Godzina: 15:30 | 14 min. kar                                    |                 | 10 min. kar                                                                    | Widzów: 2281 Sędzia główny: Tijana Haack Chelsea Rapin Sędziowie liniowi: Julia Kainberger Svenja Strohmenger |

| 6 stycznia 2018 | Stany Zjednoczone | 2:1 pd. | Szwecja | Arena A, Dmitrow |

| Szczegóły      | Szczegóły                                  | Szczegóły            | Szczegóły               | Szczegóły                                                                                            |
| -------------- | ------------------------------------------ | -------------------- | ----------------------- | --- |
| Godzina: 19:30 | A. Murphy (EQ) 19:46 M. Webster (EQ) 62:47 | (1:0, 0:0, 0:1, 1:0) | 46:36 (PP) L. Ljungblom | Widzów: 475 Sędzia główny: Lacey Senuk Jana Zujewa Sędziowie liniowi: Elizabeth Mantha Jenna Puhakka |
| Godzina: 19:30 | 4 min. kar                                 |                      | 8 min. kar              | Widzów: 475 Sędzia główny: Lacey Senuk Jana Zujewa Sędziowie liniowi: Elizabeth Mantha Jenna Puhakka |

| 7 stycznia 2018 | Rosja | 3:5 | Stany Zjednoczone | Arena A, Dmitrow |

| Szczegóły      | Szczegóły                                                               | Szczegóły       | Szczegóły                                                                                              | Szczegóły |
| -------------- | ----------------------------------------------------------------------- | --------------- | --- | --- |
| Godzina: 15:30 | I. Markowa (PP) 28:50 A. Pestowa (PP) 45:31 A. Miedwiediewa (PP2) 56:08 | (0:4, 1:1, 2:0) | 03:34 (PP) T. Heise 04:58 (PP) B. Curl 13:45 (PP) M. Nicholson 15:59 (PP2) H. Bilka 37:20 (EQ) B. Curl | Widzów: 2557 Sędzia główny: Nikoleta Celárová Kaisa Ketonen Sędziowie liniowi: Julia Kainberger Michaela Stefkova |
| Godzina: 15:30 | 16 min. kar                                                             |                 | 30 min. kar                                                                                            | Widzów: 2557 Sędzia główny: Nikoleta Celárová Kaisa Ketonen Sędziowie liniowi: Julia Kainberger Michaela Stefkova |

| 7 stycznia 2018 | Kanada | 4:0 | Szwecja | Arena A, Dmitrow |

| Szczegóły      | Szczegóły                                                                                  | Szczegóły       | Szczegóły   | Szczegóły                                                                                                |
| -------------- | ------------------------------------------------------------------------------------------ | --------------- | ----------- | --- |
| Godzina: 19:30 | C. Kollman (EQ) 01:24 J. Gosling (EQ) 11:54 J. Gosling (EQ) 54:30 A. Moloughney (EQ) 55:22 | (2:0, 0:0, 2:0) |             | Widzów: 1205 Sędzia główny: Tijana Haack Chelsea Rapin Sędziowie liniowi: Anne-Ruth Kuonen Jenna Puhakka |
| Godzina: 19:30 | 10 min. kar                                                                                |                 | 14 min. kar | Widzów: 1205 Sędzia główny: Tijana Haack Chelsea Rapin Sędziowie liniowi: Anne-Ruth Kuonen Jenna Puhakka |

| 9 stycznia 2018 | Stany Zjednoczone | 6:2 | Kanada | Arena A, Dmitrow |

| Szczegóły      | Szczegóły | Szczegóły       | Szczegóły                                        | Szczegóły                                                                                              |
| -------------- | --- | --------------- | ------------------------------------------------ | --- |
| Godzina: 15:30 | D. Petrie (EQ) 07:56 C. O Brien (EQ) 21:22 A. Simpson (EQ) 26:19 T. Heise (EQ) 27:29 T. Heise (EQ) 38:01 A. Murphy (EQ) 53:28 | (1:1, 4:0, 1:1) | 11:44 (EQ) M. Connors 58:47 (PP) A.-A. Veillette | Widzów: 1013 Sędzia główny: Kaisa Ketonen Jana Zujewa Sędziowie liniowi: Anna Hammar Michaela Stefkova |
| Godzina: 15:30 | 6 min. kar |                 | 14 min. kar                                      | Widzów: 1013 Sędzia główny: Kaisa Ketonen Jana Zujewa Sędziowie liniowi: Anna Hammar Michaela Stefkova |

| 9 stycznia 2018 | Szwecja | 2:0 | Rosja | Arena A, Dmitrow |

| Szczegóły      | Szczegóły                                         | Szczegóły       | Szczegóły  | Szczegóły |
| -------------- | ------------------------------------------------- | --------------- | ---------- | --- |
| Godzina: 19:30 | L. Ljungblom (EQ) 01:16 A. Wilhelmsson (EQ) 19:08 | (2:0, 0:0, 0:0) |            | Widzów: 2518 Sędzia główny: Deana Cuglietta Chelsea Rapin Sędziowie liniowi: Elizabeth Mantha Svenja Strohmenger |
| Godzina: 19:30 | 18 min. kar                                       |                 | 8 min. kar | Widzów: 2518 Sędzia główny: Deana Cuglietta Chelsea Rapin Sędziowie liniowi: Elizabeth Mantha Svenja Strohmenger |

Tabela
| Lp. | Zespół            | M | Z | Zd | Pd | P | G+ | G- | +/− | Pkt |
| --- | ----------------- | - | - | -- | -- | - | -- | -- | --- | --- |
| 1.  | Stany Zjednoczone | 3 | 2 | 1  | 0  | 0 | 13 | 6  | +7  | 8   |
| 2.  | Szwecja           | 3 | 1 | 0  | 1  | 1 | 3  | 6  | -3  | 4   |
| 3.  | Rosja             | 3 | 1 | 0  | 0  | 2 | 6  | 9  | -3  | 3   |
| 4.  | Kanada            | 3 | 1 | 0  | 0  | 2 | 8  | 9  | -1  | 3   |

    = awans do półfinału     = awans do ćwierćfinału
Grupa B
| 6 stycznia 2018 | Czechy | 4:3 | Szwajcaria | Arena B, Dmitrow |

| Szczegóły      | Szczegóły                                                                                          | Szczegóły       | Szczegóły                                                      | Szczegóły                                                                                              |
| -------------- | -------------------------------------------------------------------------------------------------- | --------------- | -------------------------------------------------------------- | --- |
| Godzina: 15:30 | V. Lorencova (EQ) 28:31 K. Kaltounkova (EQ) 28:54 L. Lerchova (EQ) 36:22 K. Kaltounkova (EQ) 44:54 | (0:1, 3:1, 1:1) | 16:40 (PP) N. Vallario 24:14 (PP) S. Wetli 42:47 (PP) L. Rüedi | Widzów: 118 Sędzia główny: Deana Cuglietta Maija Kontturi Sędziowie liniowi: Anna Hammar Diana Mochowa |
| Godzina: 15:30 | 12 min. kar                                                                                        |                 | 8 min. kar                                                     | Widzów: 118 Sędzia główny: Deana Cuglietta Maija Kontturi Sędziowie liniowi: Anna Hammar Diana Mochowa |

| 6 stycznia 2018 | Finlandia | 4:1 | Niemcy | Arena B, Dmitrow |

| Szczegóły      | Szczegóły                                                                                   | Szczegóły       | Szczegóły            | Szczegóły |
| -------------- | ------------------------------------------------------------------------------------------- | --------------- | -------------------- | --- |
| Godzina: 19:30 | K. Seikkula (EQ) 03:56 S. Rantala (EQ) 14:05 J. Liikala (EQ) 21:07 A. L. Rasanen (EQ) 34:48 | (2:0, 2:1, 0:0) | 39:12 (EQ) L. Welcke | Widzów: 102 Sędzia główny: Nikoleta Celárová Maria Raabye Fuchsel Sędziowie liniowi: Anne-Ruth Kuonen Michaela Stefkova |
| Godzina: 19:30 | 6 min. kar                                                                                  |                 | 6 min. kar           | Widzów: 102 Sędzia główny: Nikoleta Celárová Maria Raabye Fuchsel Sędziowie liniowi: Anne-Ruth Kuonen Michaela Stefkova |

| 7 stycznia 2018 | Czechy | 1:2 pd. | Niemcy | Arena B, Dmitrow |

| Szczegóły      | Szczegóły              | Szczegóły            | Szczegóły                                 | Szczegóły                                                                                                |
| -------------- | ---------------------- | -------------------- | ----------------------------------------- | --- |
| Godzina: 15:30 | M. Exnerova (EQ) 32:45 | (0:1, 1:0, 0:0, 0:1) | 01:43 (PP) C. Haider 62:44 (PP) L. Welcke | Widzów: 116 Sędzia główny: Miyuki Nakayama Jana Zujewa Sędziowie liniowi: Elizabeth Mantha Diana Mochowa |
| Godzina: 15:30 | 8 min. kar             |                      | 8 min. kar                                | Widzów: 116 Sędzia główny: Miyuki Nakayama Jana Zujewa Sędziowie liniowi: Elizabeth Mantha Diana Mochowa |

| 7 stycznia 2018 | Szwajcaria | 2:3 | Finlandia | Arena B, Dmitrow |

| Szczegóły      | Szczegóły                                   | Szczegóły       | Szczegóły                                                             | Szczegóły                                                                                                |
| -------------- | ------------------------------------------- | --------------- | --------------------------------------------------------------------- | --- |
| Godzina: 19:30 | S. Leemann (EQ) 17:02 S. Leemann (PP) 37:46 | (1:1, 1:0, 0:2) | 01:20 (EQ) E. Holopainen 41:14 (EQ) J. Liikala 50:22 (EQ) V. Vainikka | Widzów: 112 Sędzia główny: Deana Cuglietta Lacey Senuk Sędziowie liniowi: Anna Hammar Svenja Strohmenger |
| Godzina: 19:30 | 10 min. kar                                 |                 | 12 min. kar                                                           | Widzów: 112 Sędzia główny: Deana Cuglietta Lacey Senuk Sędziowie liniowi: Anna Hammar Svenja Strohmenger |

| 9 stycznia 2018 | Niemcy | 2:1 | Szwajcaria | Arena B, Dmitrow |

| Szczegóły      | Szczegóły                              | Szczegóły       | Szczegóły            | Szczegóły                                                                                               |
| -------------- | -------------------------------------- | --------------- | -------------------- | --- |
| Godzina: 15:30 | N. Bar (PP) 04:55 L. Welcke (EQ) 21:18 | (1:1, 1:0, 0:0) | 07:06 (EQ) R. Enzler | Widzów: 92 Sędzia główny: Maija Kontturi Miyuki Nakayama Sędziowie liniowi: Diana Mochowa Jenna Puhakka |
| Godzina: 15:30 | 6 min. kar                             |                 | 8 min. kar           | Widzów: 92 Sędzia główny: Maija Kontturi Miyuki Nakayama Sędziowie liniowi: Diana Mochowa Jenna Puhakka |

| 9 stycznia 2018 | Finlandia | 2:3 | Czechy | Arena B, Dmitrow |

| Szczegóły      | Szczegóły                                       | Szczegóły       | Szczegóły                                                                   | Szczegóły                                                                                                  |
| -------------- | ----------------------------------------------- | --------------- | --------------------------------------------------------------------------- | --- |
| Godzina: 19:30 | L. Melotindos (EQ) 14:31 K. Seikkula (PP) 32:46 | (1:1, 1:1, 0:1) | 13:47 (EQ) B. Machalova 26:13 (EQ) K. Jandusikova 40:28 (PP) K. Kaltounkova | Widzów: 105 Sędzia główny: Maria Raabye Fuchsel Lacey Senuk Sędziowie liniowi: Julia Kainberger Jodi Price |
| Godzina: 19:30 | 6 min. kar                                      |                 | 10 min. kar                                                                 | Widzów: 105 Sędzia główny: Maria Raabye Fuchsel Lacey Senuk Sędziowie liniowi: Julia Kainberger Jodi Price |

Tabela
| Lp. | Zespół     | M | Z | Zd | Pd | P | G+ | G- | +/− | Pkt |
| --- | ---------- | - | - | -- | -- | - | -- | -- | --- | --- |
| 1.  | Czechy     | 3 | 2 | 0  | 1  | 0 | 8  | 7  | +1  | 7   |
| 2.  | Finlandia  | 3 | 2 | 0  | 0  | 1 | 9  | 6  | +3  | 6   |
| 3.  | Niemcy     | 3 | 1 | 1  | 0  | 1 | 5  | 6  | -1  | 5   |
| 4.  | Szwajcaria | 3 | 0 | 0  | 0  | 3 | 6  | 9  | -3  | 0   |

    = awans do ćwierćfinału     = baraż o utrzymanie

## Turniej play-out
W fazie play-out w systemie do dwóch zwycięstw uczestniczyły dwie najsłabsze drużyny grupy B. Przegrany tej fazy spadł do pierwszej dywizji.
| 10 stycznia 2018 | Niemcy | 3:7 | Szwajcaria | Arena B, Dmitrow |

| Szczegóły      | Szczegóły                                                        | Szczegóły       | Szczegóły | Szczegóły |
| -------------- | ---------------------------------------------------------------- | --------------- | --- | --- |
| Godzina: 15:30 | F. Brendel (PP) 45:30 F. Brendel (EQ) 46:19 L. Welcke (EQ) 52:00 | (0:3, 0:3, 1:3) | 03:34 (EQ) S. Berta 13:25 (PP) L. Rüedi 14:08 (EQ) N. Ryhner 31:50 (SH) L. Rüedi 38:36 (EQ) R. Enzler 39:13 (PP) L. Rüedi 54:15 (PP) S. Wetli | Widzów: 84 Sędzia główny: Nikoleta Celárová Kaisa Ketonen Sędziowie liniowi: Jenna Puhakka Michaela Stefkova |
| Godzina: 15:30 | 10 min. kar                                                      |                 | 14 min. kar | Widzów: 84 Sędzia główny: Nikoleta Celárová Kaisa Ketonen Sędziowie liniowi: Jenna Puhakka Michaela Stefkova |

| 12 stycznia 2018 | Szwajcaria | 3:0 | Niemcy | Arena B, Dmitrow |

| Szczegóły      | Szczegóły                                                    | Szczegóły       | Szczegóły   | Szczegóły                                                                                                  |
| -------------- | ------------------------------------------------------------ | --------------- | ----------- | --- |
| Godzina: 15:30 | L. Rüedi (EQ) 09:49 R. Enzler (PP) 22:43 L. Rüedi (EQ) 34:05 | (1:0, 2:0, 0:0) |             | Widzów: 74 Sędzia główny: Maija Kontturi Jana Zujewa Sędziowie liniowi: Elizabeth Mantha Michaela Stefkova |
| Godzina: 15:30 | 6 min. kar                                                   |                 | 10 min. kar | Widzów: 74 Sędzia główny: Maija Kontturi Jana Zujewa Sędziowie liniowi: Elizabeth Mantha Michaela Stefkova |

Szwajcaria utrzymała się w elicie.

## Faza pucharowa
Ćwierćfinały
| 10 stycznia 2018 | Kanada | 3:1 | Czechy | Arena A, Dmitrow |

| Szczegóły      | Szczegóły                                                            | Szczegóły       | Szczegóły               | Szczegóły                                                                                                 |
| -------------- | -------------------------------------------------------------------- | --------------- | ----------------------- | --- |
| Godzina: 15:30 | C. Correia (EQ) 26:02 W. Slobodzian (PP) 28:55 C. Kollman (EQ) 35:39 | (0:0, 3:0, 0:1) | 40:16 (PP2) A. Skrdlova | Widzów: 715 Sędzia główny: Maria Raabye Fuchsel Chelsea Rapin Sędziowie liniowi: Diana Mochowa Jodi Price |
| Godzina: 15:30 | 12 min. kar                                                          |                 | 10 min. kar             | Widzów: 715 Sędzia główny: Maria Raabye Fuchsel Chelsea Rapin Sędziowie liniowi: Diana Mochowa Jodi Price |

| 10 stycznia 2018 | Rosja | 2:0 | Finlandia | Arena A, Dmitrow |

| Szczegóły      | Szczegóły                                             | Szczegóły       | Szczegóły  | Szczegóły                                                                                                 |
| -------------- | ----------------------------------------------------- | --------------- | ---------- | --- |
| Godzina: 19:30 | M. Aleksandrowa (EQ) 27:23 D. Biełogłazowa (PP) 29:18 | (0:0, 2:0, 0:0) |            | Widzów: 2418 Sędzia główny: Tijana Haack Lacey Senuk Sędziowie liniowi: Anne-Ruth Kuonen Elizabeth Mantha |
| Godzina: 19:30 | 18 min. kar                                           |                 | 4 min. kar | Widzów: 2418 Sędzia główny: Tijana Haack Lacey Senuk Sędziowie liniowi: Anne-Ruth Kuonen Elizabeth Mantha |

Półfinały
| 12 stycznia 2018 | Stany Zjednoczone | 4:3 pk. | Kanada | Arena A, Dmitrow |

| Szczegóły      | Szczegóły                                                                             | Szczegóły                 | Szczegóły                                                      | Szczegóły |
| -------------- | ------------------------------------------------------------------------------------- | ------------------------- | -------------------------------------------------------------- | --- |
| Godzina: 15:30 | T. Heise (EQ) 08:33 C. O Brien (PP) 46:22 K. Browne (EQ) 49:36 M. Webster (GWG) 70:00 | (1:1, 0:2, 2:0, 0:0, 1:0) | 15:13 (EQ) Z. Boyd 33:29 (PP) A. Adzija 36:51 (EQ) E. Rickwood | Widzów: 1295 Sędzia główny: Maria Raabye Fuchsel Tijana Haack Sędziowie liniowi: Anna Hammar Anne-Ruth Kuonen |
| Godzina: 15:30 | 6 min. kar                                                                            |                           | 20 min. kar                                                    | Widzów: 1295 Sędzia główny: Maria Raabye Fuchsel Tijana Haack Sędziowie liniowi: Anna Hammar Anne-Ruth Kuonen |

| 12 stycznia 2018 | Szwecja | 2:1 | Rosja | Arena A, Dmitrow |

| Szczegóły      | Szczegóły                                     | Szczegóły       | Szczegóły             | Szczegóły                                                                                                |
| -------------- | --------------------------------------------- | --------------- | --------------------- | --- |
| Godzina: 19:30 | J. Bouveng (PP) 30:23 L. Ljungblom (PP) 50:25 | (0:0, 1:0, 1:1) | 48:54 (PP) I. Markowa | Widzów: 2718 Sędzia główny: Deana Cuglietta Chelsea Rapin Sędziowie liniowi: Julia Kainberger Jodi Price |
| Godzina: 19:30 | 20 min. kar                                   |                 | 12 min. kar           | Widzów: 2718 Sędzia główny: Deana Cuglietta Chelsea Rapin Sędziowie liniowi: Julia Kainberger Jodi Price |

Mecz o piąte miejsce
| 12 stycznia 2018 | Czechy | 1:2 | Finlandia | Arena B, Dmitrow |

| Szczegóły      | Szczegóły               | Szczegóły       | Szczegóły                                    | Szczegóły                                                                                               |
| -------------- | ----------------------- | --------------- | -------------------------------------------- | --- |
| Godzina: 19:30 | B. Machalova (EQ) 42:29 | (0:0, 0:1, 1:1) | 38:12 (EQ) V. Vainikka 53:24 (EQ) J. Liikala | Widzów: 99 Sędzia główny: Nikoleta Celárová Miyuki Nakayama Sędziowie liniowi: Diana Mochowa Jodi Price |
| Godzina: 19:30 | 6 min. kar              |                 | 10 min. kar                                  | Widzów: 99 Sędzia główny: Nikoleta Celárová Miyuki Nakayama Sędziowie liniowi: Diana Mochowa Jodi Price |

Mecz o trzecie miejsce
| 13 stycznia 2018 | Rosja | 1:5 | Kanada | Arena A, Dmitrow |

| Szczegóły      | Szczegóły                   | Szczegóły       | Szczegóły | Szczegóły                                                                                             |
| -------------- | --------------------------- | --------------- | --- | --- |
| Godzina: 15:30 | W. Poniatowskaja (EQ) 49:01 | (0:1, 0:2, 1:2) | 19:47 (PP) J. Gosling 26:14 (EQ) A.-A. Veillette 34:03 (SH) A. Moloughney 40:19 (PP) C. Vorster 48:37 (PP) A. Guay | Widzów: 2503 Sędzia główny: Nikoleta Celárová Chelsea Rapin Sędziowie liniowi: Anna Hammar Jodi Price |
| Godzina: 15:30 | 14 min. kar                 |                 | 10 min. kar | Widzów: 2503 Sędzia główny: Nikoleta Celárová Chelsea Rapin Sędziowie liniowi: Anna Hammar Jodi Price |

Finał
| 13 stycznia 2018 | Stany Zjednoczone | 9:3 | Szwecja | Arena A, Dmitrow |

| Szczegóły      | Szczegóły | Szczegóły       | Szczegóły                                                               | Szczegóły |
| -------------- | --- | --------------- | ----------------------------------------------------------------------- | --- |
| Godzina: 19:30 | K. Knoll (EQ) 06:14 C. O Brien (EQ) 10:04 B. Curl (PP) 19:26 D. Petrie (EQ) 20:33 A. Murphy (EQ) 21:27 B. Curl (PP) 23:36 D. Petrie (EQ) 24:15 A. Murphy (EQ) 25:38 K. Knoll (PP) 35:31 | (3:1, 6:0, 0:2) | 01:35 (EQ) T. Johansson 41:28 (PP) J. Antonsson 48:48 (PP) L. Ljungblom | Widzów: 2053 Sędzia główny: Deana Cuglietta Lacey Senuk Sędziowie liniowi: Julia Kainberger Elizabeth Mantha |
| Godzina: 19:30 | 4 min. kar |                 | 8 min. kar                                                              | Widzów: 2053 Sędzia główny: Deana Cuglietta Lacey Senuk Sędziowie liniowi: Julia Kainberger Elizabeth Mantha |

## Statystyki
- Klasyfikacja strzelców:  Lisa Rüedi (6 bramek)
- Klasyfikacja asystentów:  Makenna Webster (7 asyst)
- Klasyfikacja kanadyjska:  Lisa Rüedi (11 punktów)
- Klasyfikacja +/−:  Casey O Brien,  Nelii Laitinen (+9)

## Nagrody
Skład Gwiazd turnieju
- Bramkarz:  Anna Amholt
- Obrońcy:  Alexie Guay,  Maja Nylen Persson
- Napastnicy:  Taylor Heise,  Ilona Markowa,  Makenna Webster

Najbardziej Wartościowy Zawodnik (MVP) turnieju
- Taylor Heise

Nagrody IIHF dla najlepszych zawodników
- Bramkarz:  Anna Amholt
- Obrońca:  Gracie Ostertag
- Napastnik:  Taylor Heise